# Holumnica
Holumnica és un poble i municipi d'Eslovàquia. Es troba a la regió de Prešov, al nord del país. La primera referència escrita de la vila data del 1293.

## Demografia
| Godina             | 1994 | 2004    | 2014   | 2024   |
| ------------------ | ---- | ------- | ------ | ------ |
| Nombre de persones | 727  | 812     | 874    | 930    |
| Diferència         |      | +11,69% | +7,63% | +6,40% |

| Godina             | 2023 | 2024   |
| ------------------ | ---- | ------ |
| Nombre de persones | 935  | 930    |
| Diferència         |      | −0,53% |